# Mal visto mal detto
Mal visto mal detto (titolo orig. Mal vu mal dit) è una novella di Samuel Beckett pubblicata in francese nel 1981, tradotta dallo stesso autore in inglese come Ill Seen Ill Said; venne poi inclusa nella raccolta Nohow On del 1989, assieme a Company e Worstward Ho. 

## Tema
Beckett iniziò a scriverla nell'ottobre 1979 e la consegnò nel dicembre 1980, per poi tradurla subito da sé. Apparve in inglese su The New Yorker il 5 ottobre 1981.
Qui, una donna in nero attende la morte in un casotto nel mezzo di una pietraia.

## Edizioni
- (FR)  Mal vu mal dit, Éditions de Minuit, Paris, 1981.
- (EN)  Ill Seen Ill Said, New York, Grove Press, 1981; Calder, London, 1982.
- Mal visto mal detto, testo originale francese a fronte, trad. di Renzo Guidieri, Collana Nuovi Coralli n.379, Torino, Einaudi, 1986, ISBN 978-88-06-59332-2.
- Mal visto mal detto di Samuel Beckett nella traduzione di Samuel Beckett, Versione italiana di Renzo Guidieri, testi originali francese e inglese a fronte, a cura e con un saggio introduttivo di Nadia Fusini, Collana Scrittori tradotti da scrittori. Serie trilingue n.58, Torino, Einaudi, 1994, ISBN 978-88-061-3497-6, pp.116.
- Mal visto mal detto, trad. e cura di Gabriele Frasca, in In nessun modo ancora, Collana Letture n.7, Torino, Einaudi, 2008, ISBN 978-88-06-19140-5.
- Mal visto mal detto, trad. riveduta e cura di Gabriele Frasca, in Romanzi, teatro e televisione, Collana I Meridiani, Milano, Mondadori, 2023, ISBN 978-88-047-2646-3, pp.1555-1582.